# 海倫妮·瑪麗·福斯霍爾姆
海倫妮·瑪麗·福斯霍爾姆（Helene Marie Fossesholm，2001年5月31日—）是一名挪威女子越野滑雪運動員，曾經獲得2021年世界北歐式滑雪錦標賽女子4×5公里接力金牌。

## 外部連結
- 海倫妮·瑪麗·福斯霍爾姆的Instagram帳戶